# Foon
Foon (ofte stiliseret FooN) er et dansk metalband fra København dannet i 2017. Bandet består af Mathias Pedersen (guitar/vokal) Olivia Vestergaard (vokal) Nicolai Sørensen (trommer) og Allan Larsen (bass).
Bandet udgav deres første single EP "Tidals & Embers" i 2018. Denne blev senere fulgt op af "Monochrome Road" i 2023. I 2024 kom bandets første single efter at de signede med pladeselskabet Last Mile Records "Bloodstream" der havde forsanger fra Lastelle Adam Rigozzi med på gæstevokal. I 2025 kom opfølgeren "Dark Water"
FooN er et flittigt liveband og har spillet i både Danmark, Norge, Sverige og England. I Danmark har de bl.a. spillet på VEGA, Voxhall og Posten og spillet med bl.a. Odd Palace, Black Foxxes, Rebacca Lou og Big Lava.  I 2025 spillede bandet på SPOT Festival i Aarhus og på Smukfest.

## Diskografi
- Tidals & Embers (EP, 2018)
- Monochrome Road (EP, 2023)
- Bloodsteam (Single, 2024)
- Dark Water (Single, 2025)

## Medlemmer
- Allan Larsen - Bass (2020 - )[5]
- Mathias Pedersen - Guitar, vokal (2017 - )
- Nicolai Sørensen - Trommer (2017 - )
- Olivia Vestergaard - Vokal (2017 - )

## Tidligere medlemmer
- Simon Hald - Bass (2017 - 2019)